# 维尔特二号彗星
维尔特二号彗星（官方标记为81P/Wild）是一颗由瑞士天文学家保罗·维尔特于1978年发现的彗星。
据信在它45亿年的生命里，维尔特2号可能曾有更远和圆的轨道。1974年它在距离行星木星1百万公里的位置上飞过，木星强大的引力摄动改变了它的轨道，把它拉向内太阳系。它的轨道周期从43年缩短至6年，其近日点被缩短为1.59个天文单位。
维尔特2号2004年1月2日被飞船星尘号访问，星尘号收集了它彗髮中的颗粒样品，并于2006年1月16日返回地球。
星尘号近距离拍摄的总计72张照片显示表面上有很多平坦坑底的洞，这些坑有完整边缘，直径从很小到2公里不等。彗星直径大约5公里。这些特性表明，这些坑洞由天体碰撞或者排出气体而成。星尘号飞过期间发现了至少10个活跃的气孔。

## 彗核参数
- 外形尺寸: 5.5 km × 4.0 km × 3.3 km（3.4 mi × 2.5 mi × 2.1 mi）[3]
- 密度: 0.6 g/cm3（37 lb/cu ft）[4]
- 质量: 2.3（5.1磅）×1013[5]

## 图片

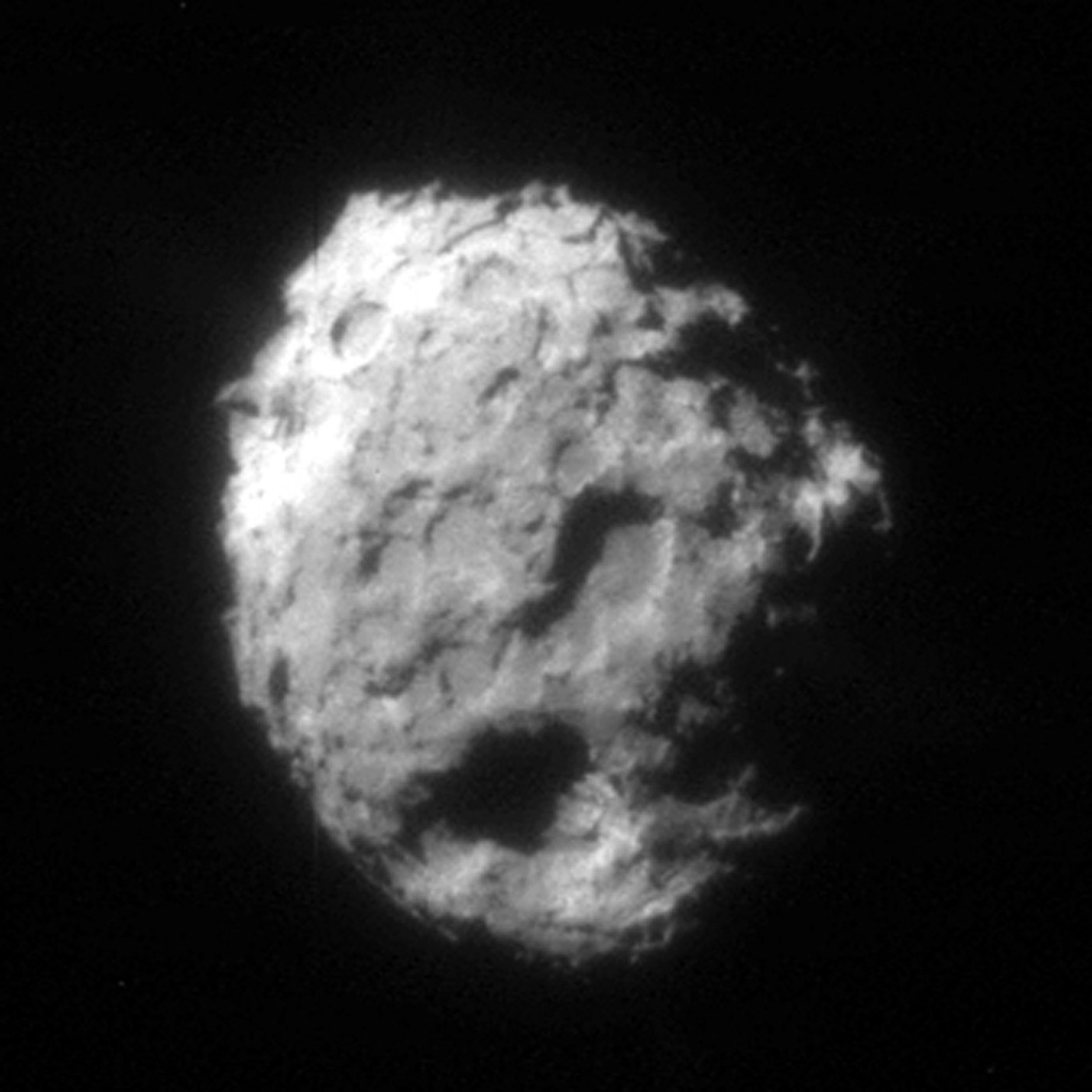
星尘号飞船拍摄的照片
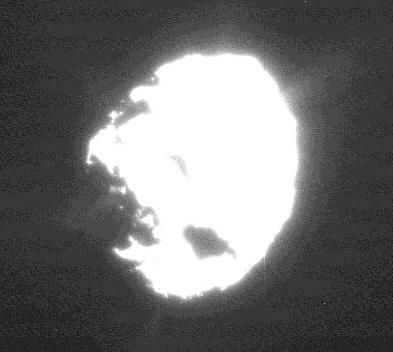
羽状射流的细节
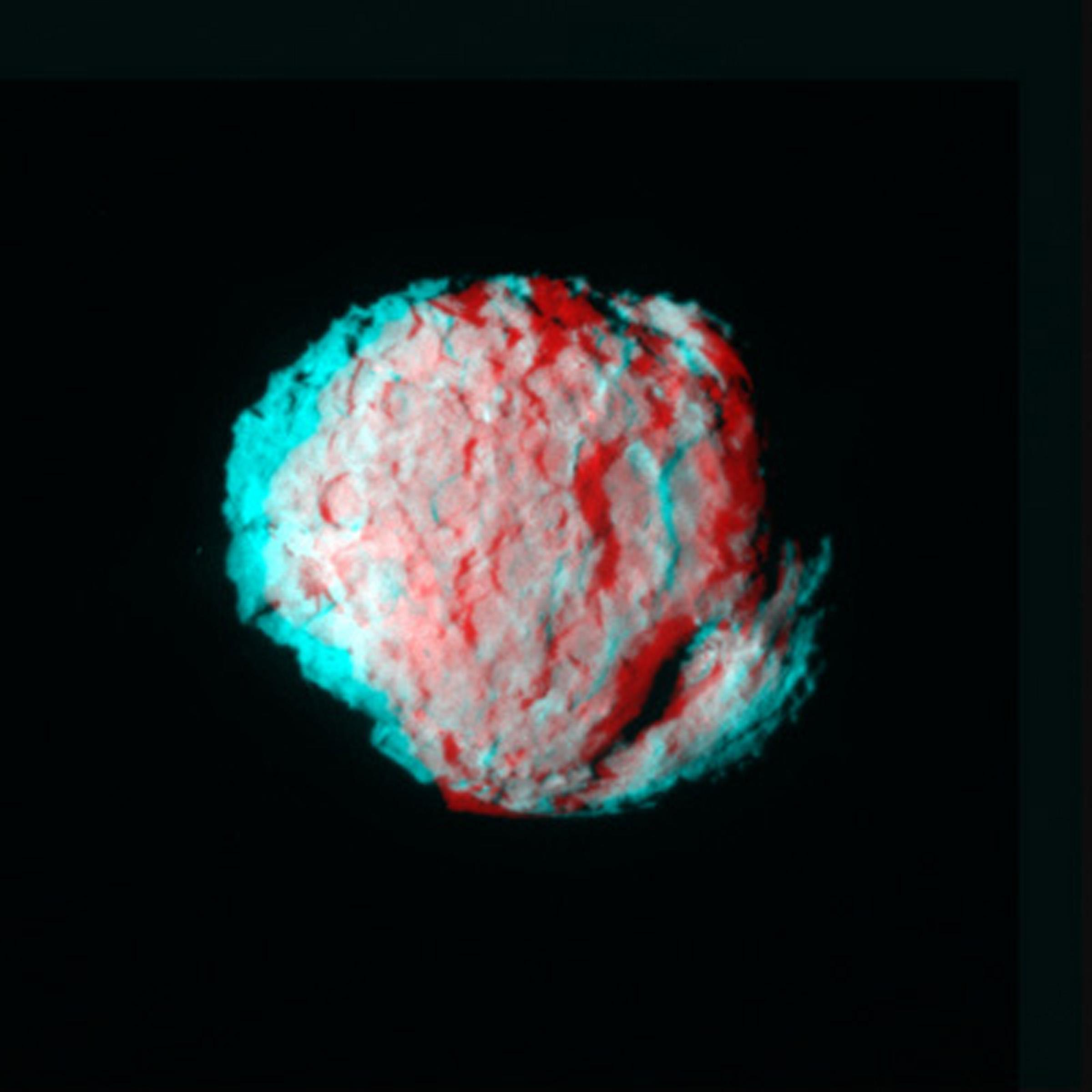
红/绿立体浮雕
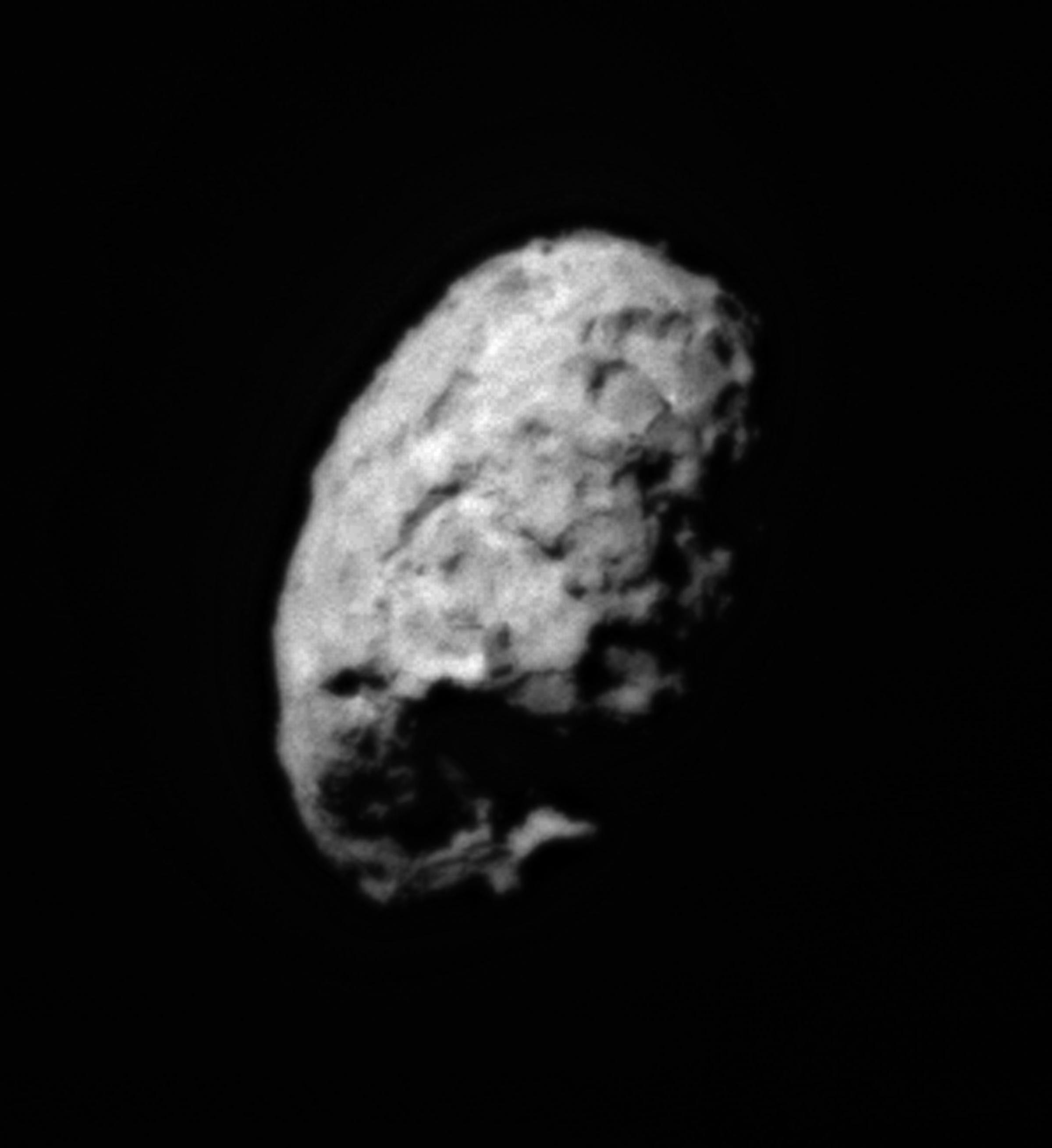
星尘号接近图像
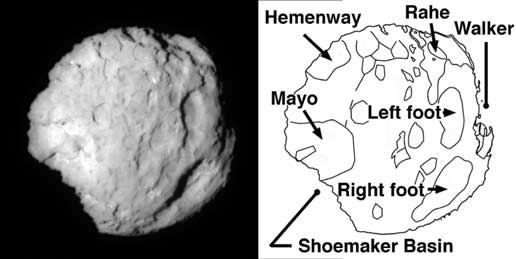

## 其他照片
- 尘星号拍摄到的图片
- 羽状喷射细节